# Serpica Naro
Serpica Naro è un meta-brand fittizio nel campo della moda, lanciato in occasione di una sfilata di alta moda e accreditato presso gli organizzatori della Settimana della moda a Milano per la giornata conclusiva delle sfilate il 26 febbraio 2005. Serpica Naro, anagramma di San Precario, era stata descritta come una giovane artista e stilista anglo-nipponica.
Durante la finta protesta organizzata contro la stilista, Serpica Naro è stata accusata di aver contribuito all'estinzione di un anfibio, la rana persico, usando la sua pelle squamosa per produrre stivali. In realtà l'anfibio non esiste, e il suo nome è un altro anagramma di San Precario.
Secondo gli organizzatori, che fanno parte del collettivo Chainworkers ed hanno creato appositamente un sito, il marchio rimarrà per rappresentare «un luogo di incontro di creatività autoprodotte e di condivisione dei saperi».
Nel 2006 il marchio è stato liberato con la stesura della prima licenza Creative Commons BY-NC-SA per un marchio che da individuale è diventato collettivo. Le condizioni cui deve sottostare chi vuole utilizzare il marchio sono riassumibili nella dicitura precarity free, cioè libera dal precariato, nel senso che l'intera filiera produttiva non deve utilizzare  manodopera precaria.